# Man (JoJo)
Man è un singolo della cantante statunitense JoJo, pubblicato il 13 marzo 2020 come primo estratto dal quarto album in studio Good to Know.

## Descrizione
La canzone è stata scritta da JoJo insieme a Chelsea Lena, Evon Barnes, Lauren LaRue, Rodrick Doss Jr. e Sofia Quinn, mentre è stata prodotta da Beatgodz e Fade Majah. Il brano ha debuttato nelle radio americane il 14 aprile 2020.

## Accoglienza
Mike Neid di Idolator ha elogiato la voce della cantante e il testo.

## Video musicale
Il video musicale è stato reso disponibile in concomitanza con l'uscita del singolo e ha visto la partecipazione di Ari Lennox, Tinashe, JinJoo Lee, Francia Almendárez e JoJo Gomez.
Nel video, scene di JoJo che esegue una sensuale coreografia in una stanza buia sono intervallate da scene di lei che fa festa con le suddette co-star.

## Tracce
Digital download
1. Man – 2:54

Digital download – Remix
1. Man (Hoodboi Remix) – 3:56

2-track single
1. Man (acoustic) – 2:43
2. Man – 2:54

## Classifiche
| Classifica (2020) | Posizione massima |
| ----------------- | ----------------- |
| Stati Uniti (pop) | 38                |
| Stati Uniti (R&B) | 6                 |